# Falcón
Lo Stato di Falcón è uno degli Stati del Venezuela. È situato nella parte nord-occidentale del paese e confina a nord con le isole di Aruba e Curaçao, a est con il Mar dei Caraibi, a ovest con lo Stato di Zulia e a sud con gli Stati di Lara e Yaracuy.
Il nome deriva da Juan Crisóstomo Falcón, una delle figure principali della storia del Venezuela originario di Jadacaquiva sulla penisola di Paraguaná.
Geograficamente si possono individuare due zone distinte: la penisola di Paraguaná al nord della quale si trova il Cerro Santa Ana e la parte continentale attraversata dalla Sierra di San Luis mentre la parte costiera è pianeggiante. La penisola è unita al continente dall'istmo di Los Médanos.
La risorsa economica principale è l'agricoltura, vi si coltivano canna da zucchero, cipolle, mais, banani, sorgo e meloni. Nelle aree montuose è coltivato il caffè.
Sulla penisola di Paraguaná si trova il polo di raffinazione del petrolio più grande del mondo.
È in crescita anche il settore turistico, attratto anche dalle isole Morrocoy.

## Comuni e capoluoghi
| Mappa | Comune            | Capoluogo                | Popolazione (2011) | Superficie (km²) |
| ----- | ----------------- | ------------------------ | ------------------ | ---------------- |
|       | Acosta            | San Juan de los Cayos    | 19 045             | 757              |
|       | Bolívar           | San Luis                 | 8 539              | 295              |
|       | Buchivacoa        | Capatárida               | 22 897             | 2 657            |
|       | Cacique Manaure   | Yaracal                  | 10 874             | 190              |
|       | Carirubana        | Punto Fijo               | 239 444            | 684              |
|       | Colina            | La Vela de Coro          | 41 510             | 582              |
|       | Dabajuro          | Dabajuro                 | 23 388             | 1 144            |
|       | Democracia        | Pedregal                 | 9 944              | 2 602            |
|       | Falcón            | Pueblo Nuevo             | 46 215             | 1 577            |
|       | Federación        | Churuguara               | 29 251             | 1 084            |
|       | Jacura            | Jacura                   | 11 232             | 1 842            |
|       | Los Taques        | Santa Cruz de Los Taques | 41 579             | 231              |
|       | Mauroa            | Mene de Mauroa           | 24 920             | 1 904            |
|       | Miranda           | Santa Ana de Coro        | 211 537            | 1 805            |
|       | Monseñor Iturriza | Chichiriviche            | 19 300             | 907              |
|       | Palmasola         | Palmasola                | 7 077              | 194              |
|       | Petit             | Cabure                   | 13 725             | 1 025            |
|       | Píritu            | Píritu                   | 10 628             | 1 168            |
|       | San Francisco     | Mirimire                 | 11 030             | 346              |
|       | Silva             | Tucacas                  | 32 193             | 537              |
|       | Sucre             | La Cruz de Taratara      | 5 781              | 840              |
|       | Tocopero          | Tocopero                 | 5 519              | 83               |
|       | Unión             | Santa Cruz de Bucaral    | 15 660             | 975              |
|       | Urumaco           | Urumaco                  | 8 349              | 752              |
|       | Zamora            | Puerto Cumarebo          | 33 210             | 619              |